# 鮑威爾 (密蘇里州卡斯縣)
鮑威爾（英語：Powell）是位於美國密蘇里州卡斯縣的鬼鎮。

## 歷史
鮑威爾的郵局於1892年設立，其後於1900年停運。

## 地理
鮑威爾所處的海拔為高於海平面255米（即837英呎），而該地所採用的時區為UTC-6，即北美中部時區（CST）。同時該地設有夏令時間，為UTC-6調快一小時，即UTC-5（CDT）。